# Lista siturilor arheologice din județul Bistrița-Năsăud - R
Lista siturilor arheologice din județul Bistrița-Năsăud - R conține toate siturile arheologice din județul Bistrița-Năsăud înscrise în Repertoriul Arheologic Național (RAN) și aflate în localități al căror nume începe cu litera R. RAN este administrat de Ministerul Culturii și Patrimoniului Național și cuprinde date științifice, cartografice, topografice, imagini și planuri, precum și orice alte informații privitoare la zonele cu potențial arheologic, studiate sau nu, încă existente sau dispărute.
Puteți căuta un sit din localitățile care încep cu litera R folosind formularul de mai jos sau puteți naviga prin toate siturile din județ la Lista siturilor arheologice din județul Bistrița-Năsăud.
| Cod RAN                               | Denumire | Localitate                                   | Adresă            | Datare               | Descoperit | Coordonate | Imagine           | Erori            |
| ------------------------------------- | --- | -------------------------------------------- | ----------------- | -------------------- | ---------- | ---------- | ----------------- | ---------------- |
| 33417.01.01 (Cod LMI: BN-I-s-B-01381) | Așezarea hallstattiană de la Rusu Bârgăului - "Cetatea" / ansamblu anonim (Categorie: locuire civilă) (Tip: Așezare) | sat Rusu Bărgăului, comuna Josenii Bârgăului | Cetatea           |                      |            |            | Încărcați imagine | Raportați eroare |
| 33417.02.01 (Cod LMI: BN-I-s-B-01382) | Turnul roman de la Rusu Bârgăului - "Mendenț" / ansamblu turn roman (Categorie: fortificație) (Tip: Turn)            | sat Rusu Bărgăului, comuna Josenii Bârgăului | Mendenț           | romană sec. II - III |            |            | Încărcați imagine | Raportați eroare |
| 34137.01.01 (Cod LMI: BN-I-s-B-01383) | Situl arheologic de la Rusu de Sus / ansamblu anonim (Categorie: locuire civilă) (Tip: Așezare)                      | sat Rusu de Sus, comuna Nușeni               |                   |                      |            |            | Încărcați imagine | Raportați eroare |
| 34137.01.02 (Cod LMI: BN-I-s-B-01383) | Situl arheologic de la Rusu de Sus / ansamblu anonim (Categorie: locuire civilă) (Tip: Așezare)                      | sat Rusu de Sus, comuna Nușeni               |                   |                      |            |            | Încărcați imagine | Raportați eroare |
| 34887.01.01 (Cod LMI: BN-I-s-B-01384) | Fortificația Latene de la Ruștior - "La scoruș" / ansamblu anonim (Categorie: fortificație) (Tip: Fortificație)      | sat Ruștior, comuna Șieuț                    | La scoruș         |                      |            |            | Încărcați imagine | Raportați eroare |
| 32526.01                              | Topor eneolitic de la Rusu de Jos (Categorie: descoperire izolată) (Tip: obiect izolat)                              | sat Rusu de Jos, oraș Beclean                |                   |                      |            |            | Încărcați imagine | Raportați eroare |
| 34379.01                              | Obiect eneolitic la Romuli (Categorie: descoperire izolată) (Tip: obiect izolat)                                     | sat Romuli, comuna Romuli                    | Biserica catolică |                      |            |            | Încărcați imagine | Raportați eroare |
| 34342.01.01                           | Așezarea preistorică de la Rodna - "Măgura Caselor" / ansamblu anonim (Categorie: locuire civilă) (Tip: Așezare)     | sat Rodna, comuna Rodna                      | Măgura Caselor    |                      |            |            | Încărcați imagine | Raportați eroare |
| 34182.01.01                           | Așezarea preistorică de la Reteag- Poieni / ansamblu anonim (Categorie: locuire civilă) (Tip: Așezare)               | sat Reteag, comuna Petru Rareș               | Poieni            |                      |            |            | Încărcați imagine | Raportați eroare |